# Andrzej (biskup kijowski)
Andrzej (zm. 1434) – biskup kijowski od 1397, dominikanin.
W 1397 został pierwszym biskupem erygowanego w Kijowie przez Iwana Olgimuntowicza Holszańskiego biskupstwa katolickiego obrządku łacińskiego.
W 1420 przywiózł do Lublina relikwie Krzyża Świętego. Pochowany w lubelskim klasztorze dominikanów.